# Valteřice (Výprachtice)
Valteřice (německy Neudorf) je malá vesnice a část obce Výprachtice v okrese Ústí nad Orlicí. Nachází se asi 3,5 kilometru východně od Výprachtic. Valteřice leží v katastrálním území Valteřice u Výprachtic o rozloze 3,17 km².

## Historie
První písemná zmínka o vesnici pochází z roku 1304.
Valteřice bývala obcí, ale od 1. ledna 1953 je částí obce Výprachtice.